# Алекс Фергусон
Сер Александер Чапман Фергусон (енгл. Sir Alexander Chapman Ferguson; Глазгов, 31. децембар 1941) бивши шкотски је фудбалски тренер и бивши фудбалер. До завршетка тренерске каријере се налазио на позицији менаџера Манчестер јунајтеда, на чијој клупи је био од новембра 1986. године до 2013. године. Сматра се једним од највећих и најуспјешнијих менаџера свих времена.
Менаџер је који је најдуже водио Манчестер јунајтед, пуних 26 година. Претекао је Мата Безбија 19. децембра 2010. Током тог периода Фергусон је освојио бројна признања и срушио многе рекорде. Највише пута је биран за менаџера године у историји британског фудбала. У 2008. години је постао трећи британски менаџер којем је пошло за руком да више од једанпут освоји Лигу шампиона.

## Играчка каријера
Фергусон је почео аматерски да се бави фудбалом у Квинс парку, за који је дебитовао са 16 година. Постигао је и гол на свом дебију, у утакмици против Странраера у којој је његов тим поражен са 2-1. Екипа у којој је играо била је аматерска, па је и поред играња фудбала морао да ради.
И поред тога што је постигао 20 голова на 31 утакмици, Фергусон није успео да се избори за место у првом тиму, па је због тога прешао у Сент Џонстон 1960. У Сент Џонстон је наставио своју голгетерску серију, али ни то није било довољно да му гарантује место у постави, као ни да му обезбеди професионални уговор. Због тога је чак и размишљао да емигрира у Канаду. Сент Џонстон није успео тада да доведе још једног нападача, што је приморало тренера да Фергусона уврсти у тим за утакмицу са Ренџерсом. Његов тим је направио изненађење и победио, а он је постигао хет-трик. Наредног лета (1964. године) је потписао професионални уговор са Данфирмлајн атлетиком.
У сезони 1964/65. Данфирмлајн се борио за титулу првака Шкотске, а успео је да стигне и до финала Купа. У том финалу су поражени од Селтика са 3-2, а Фергусон одлуком тренера није играо у том мечу. Нису били боље среће ни у првенству, где им је титула измакла за само један бод. У сезони 1965/66. Алекс Фергусон је постигао 45 голова на 51 такмичарској утакмици за Данфирмлајн, од тога 31 у првенству, као и Џо Макбрајд са којим је поделио звање најбољег стрелца.
Након тога је прешао Ренџерс уз обештећење од 65.000 фунти, што је у то време представљало највеће обештећење које је један шкотски клуб исплатио другом за неког фудбалера до тада. Био је кривац за примљени гол у финалу Купа 1969, у утакмици у којој је био задужен да чува капитена Селтика Билија Макнила. Након те утакмице је пребачен по казни у јуниорски тим.
Октобра 1969. је добио понуду да пређе у Нотингем форест али његова супруга није желела да се преселе у Енглеску, па је уместо тога прешао у Фалкрик. У Фалкрику је имао улогу и играча и менаџера. Када је управа одлучила да постави новог менаџера, а да Фергусон буде само играч, он је затражио трансфер. Прешао је у Ејир јунајтед у којем је и завршио играчку каријеру 1974. године.

## Тренерска каријера

### Манчестер јунајтед

#### Прве године
Фергусон је постављен за менаџера екипе 6. новембра 1986. По доласку у екипу није био задовољан дисциплином и физичком спремом већине играча. Успео је да направи напредак на том пољу, па је Манчестер напредовао на табели и сезону завршио као једанаести. У тренутку када их је Фергусон преузео, екипа се налазила на претпоследњем 21. месту на табели.
У својој првој утакмици одиграној само два дана након што је преузео екипу, поражен је са 2-0 од Оксфорд јунајтеда. Седам дана касније Јунајтед је одиграо нерешено без голова са Норич ситијем. Прва победа под Фергусоновим вођством је забележена 22. новембра на домаћем терену. Тада је савладан Квинс парк ренџерс са 1-0. Како је сезона одмицала, Манчестер јунајтед је почео да бележи све боље резултате. Прву победу на гостовању су забележили другог дана Божића против Ливерпула, који се те сезоне борио за титулу. Нову, 1987. годину су почели убедљивом победом над Њукаслом 4-1. У другом делу сезоне Јунајтед је ретко губио, тек по неки пораз на гостовању, па је сезону завршио на 11. месту лигашке табеле.
Фергусон је за свог асистента поставио Арчија Нокса, који му је био помоћник и у Абердину. Пред почетак сезоне 1987/88. Манчестер се појачао довођењем Стива Бруса, Вива Андерсона, Брајана Маклера и Џима Лејтона. Нови играчи су знатно допринели освајању другог места те сезоне, одмах иза Ливерпула, за којим су заостали девет бодова. Током Већег дела првенства, та бодовна разлика је била двоцифрена. Те сезоне Јунајтед је поражен само пет пута, али су и 12 пута одиграли нерешено, што није било довољно да би озбиљније угрозили прво место Ливерпула.
Повратак Марка Хјуза у клуб, након две сезоне проведене у Барселони, довео је до тога да пред наредну сезону порасту очекивања навијача. Међутим и сезона 1988/89. је била разочаравајућа за њих. Сезону су завршили на 11. месту на табели, а такмичење у ФА Купу су завршили у шестом колу, након пораза на свом терену од Нотингем фореста 1-0. Сезону су лоше почели, а током октобра и новембра имали су низ од девет мечева без победе. Тада су само једном били поражени, али су чак осам пута играли нерешено. Форму су поправили и средином фебруара су дошли до треће позиције на табели, чиме су најавили борбу за титулу. Серијом слабих резултата у последњем делу сезоне, завршили су на средини табеле. Током те сезоне, Манчестер је одиграо пријатељске утакмице са репрезентацијом Бермуда и тимом састављеним од играча крикет клуба Самерсет, у оквиру турнеје коју је репрезентација Бермуда имала по Енглеској. У утакмици против Самерсета, на терен у дресу Манчестер јунајтеда су истрчали Фергусон и његов помоћник Нокс. Нокс се чак и уписао у листу стрелаца, а тај меч је остао упамћен као једини наступ Фергусона за први тим Јунајтеда.
За сезону 1989/90. Фергусон је потрошио доста новца како би појачао свој тим. Доведени су везни играчи Нил Веб, Мајк Фелан и Пол Инс, као и одбрамбени играч Гери Палистер и крило Дени Волас. Након победе над шампионом Арсеналом 4-1, на отварању сезоне, форма Манчестер јунајтеда је почела да опада. Током септембра Јунајтед је претрпео тежак пораз од градског ривала Манчестер ситија 5-1. Након тога је уследио низ од шест пораза и два нерешена резултата у осам утакмица. Многи навијачи и новинари су тада тражили Фергусонову оставку, а сам Фергусон је касније изјавио да му је децембар 1989. године био најтежи период каријере, јер је на крају те календарске године Јунајтед био одмах изнад зоне испадања.
Нови низ од седам утакмица без победе је прекинут на гостовању Нотингем форесту у трећем колу ФА Купа. Нотингем је тада био у доброј форми и у тој утакмици је био апсолутни фаворит. Готово сви су очекивали да ће та утакмица бити последња на клупи Манчестер јунајтеда и да ће након очекиваног пораза бити отпуштен. Јунајтед је победио 1-0 голом Марка Робинса и касније стигао до финала. Након 3-3 у првој утакмици, у поновљеном мечу Јунајтед је славио са 1-0, што је Фергусону донело први трофеј на клупи Јунајтеда.

## Трофеји (као тренер)

### Сент Мирен
- Прва лига Шкотске (1) : 1976/77.

### Абердин
- Премијер лига Шкотске (3) : 1979/80, 1983/84. и 1984/85.
- Куп Шкотске (4) : 1981/82, 1982/83, 1983/84. и 1985/86.
- Лига куп Шкотске (1) : 1985/86.
- Дриброу куп (1) : 1980.
- Куп победника купова (1) : 1982/83.
- Суперкуп Европе (1) : 1983.

### Манчестер јунајтед
- Премијер лига Енглеске (13) : 1992/93, 1993/94, 1995/96, 1996/97, 1998/99, 1999/00, 2000/01, 2002/03, 2006/07, 2007/08, 2008/09, 2010/11. и 2012/13.
- ФА куп (5) : 1989/90, 1993/94, 1995/96, 1998/99. и 2003/04.
- Енглески Лига куп (4) : 1991/92, 2005/06, 2008/09. и 2009/10.
- ФА Комјунити шилд (10) : 1990. (подељен трофеј са Ливерпулом), 1993, 1994, 1996, 1997, 2003, 2007, 2008, 2010. и 2011.
- Лига шампиона (2) : 1998/99. и 2007/08. (финале 2008/09. и 2010/11.)
- Куп победника купова (1) : 1990/91.
- Суперкуп Европе (1) : 1991. (финале 1999. и 2008)
- Интерконтинентални куп (1) : 1999.
- Светско клупско првенство (1) : 2008.